# Shaba-Invasion
Die Shaba-Invasion löste im Süden der heutigen Demokratischen Republik Kongo einen Guerillakrieg aus, in dem die Interessen des Westens und der Ostblock-Staaten in Zentralafrika aufeinandertrafen.
Im März 1977 und im Mai 1978 drangen aus Angola Truppen sogenannter „Katanga-Gendarmen“, eigentlich Rebellen der Front national de libération du Congo (FNLC), nach Shaba (früher Katanga) vor, mit dem Ziel, die rohstoffreiche Provinz von Zaire loszulösen. Den Angreifern aus Angola gelang es zeitweise, wichtige Städte – unter anderem Kapanga, Kolwezi und Mutshatsha – zu kontrollieren und weite Gebiete der Region zu erobern. Sie richteten vor allem 1978 Massaker unter der Bevölkerung an, auch unter Europäern. Den weißen Überlebenden gelang später unter dramatischen Umständen die Flucht und mit einer internationalen Hilfsaktion das Ausfliegen nach Brüssel.
Am 19. Mai 1978 startete die französische Fremdenlegion (2e régiment étranger de parachutistes) eine Aktion im damaligen Zaire zur Befreiung von mehr als 2000 europäischen Geiseln aus der Hand der Rebellen. Diese Befreiung ging als „Schlacht um Kolwezi“ in die Militärgeschichte der französischen Fremdenlegion ein.
Militärisch konnte sich die Regierung in Kinshasa unter Mobutu Sese Seko nur mit Militärhilfe und dem Einsatz von ausländischen Soldaten aus Ägypten, Belgien, Frankreich (Fremdenlegion), Marokko und den USA im Rahmen der Militäroperation „Red Bean“ gegen die Invasoren wehren und sie schließlich zum Rückzug zwingen.
Die Organisation für Afrikanische Einheit (OAU) verurteilte die Invasion, da die OAU-Charta die territoriale Integrität der afrikanischen Staaten fordert. Die „Katanga-Gendarmen“ waren teilweise Veteranen, die bereits 1961 an der separatistischen Bewegung in Katanga und 1964 an der Unterstützung der Regierung von Moise Tschombé gegen die Simba-Rebellen beteiligt waren. Viele Katanga-Gendarmen waren nach Mobutus Machtübernahme 1965 nach Angola geflohen und hatten sich nach dem Ende der portugiesischen Herrschaft in Angola der MPLA von Agostinho Neto angeschlossen (siehe auch: Geschichte Angolas).

## Film
- La Légion saute sur Kolwezi (Frankreich 1980, Regie: Raoul Coutard).